# Bananrepubliken (musikalbum)
Bananrepubliken är ett musikalbum av rapparen Petter, utgivet 1999. Tre singlar släpptes från albumet: "Så klart", "Saker & ting" och "Rulla med oss". Det är Petters mest framgångsrika album och Sveriges mest sålda hiphopalbum, 320.000 exemplar, vilket motsvarar tre platinaskivor, då skivan släpptes på den tiden platinavärdet var 100.000 sålda ex.

## Låtlista
1. "En banger"
2. "Saker & ting" (feat Eye N' I)
3. "Bygger broer" (feat Clemens)
4. "Aldrig bigtime"
5. "Rulla med oss" (feat Timbuktu, Peewee och Eye N' I)
6. "Allt dras av det, tro det eller ej"
7. "Vad ser du" (feat Trippel Ett)
8. "En liten snubbe" (feat Pugh Rogefeldt)
9. "Så klart" (feat Eye N' I)
10. "Rockar hårt nu"
11. "Bananrepubliken"